# 49 Dywizja Piechoty (III Rzesza)
49 Dywizja Piechoty (niem. 49. Infanterie-Division) – niemiecka dywizja z czasów II wojny światowej, sformowana na mocy rozkazu 1 lutego 1944 roku przez XI Okręg Wojskowy, miejsce sformowania rejon Boulogne.

## Struktura organizacyjna
Struktura organizacyjna w lutym 1944:
- 148 pułk grenadierów
- 149 pułk grenadierów
- 150 pułk grenadierów
- 149 pułk artylerii
- 149 batalion pionierów
- 149 batalion fizylierów
- 149 oddział przeciwpancerny
- 149 oddział łączności
- 149 polowy batalion zapasowy

## Dowódcy dywizji
- gen. por. Sigfrid Macholz 1 II 1944 – 4 IX 1944
- gen. por. Vollrath Lübbe 4 IX 1944 – X 1944